# Michael Woods (cyclisme)
Pour les articles homonymes, voir Michael Woods et Woods.

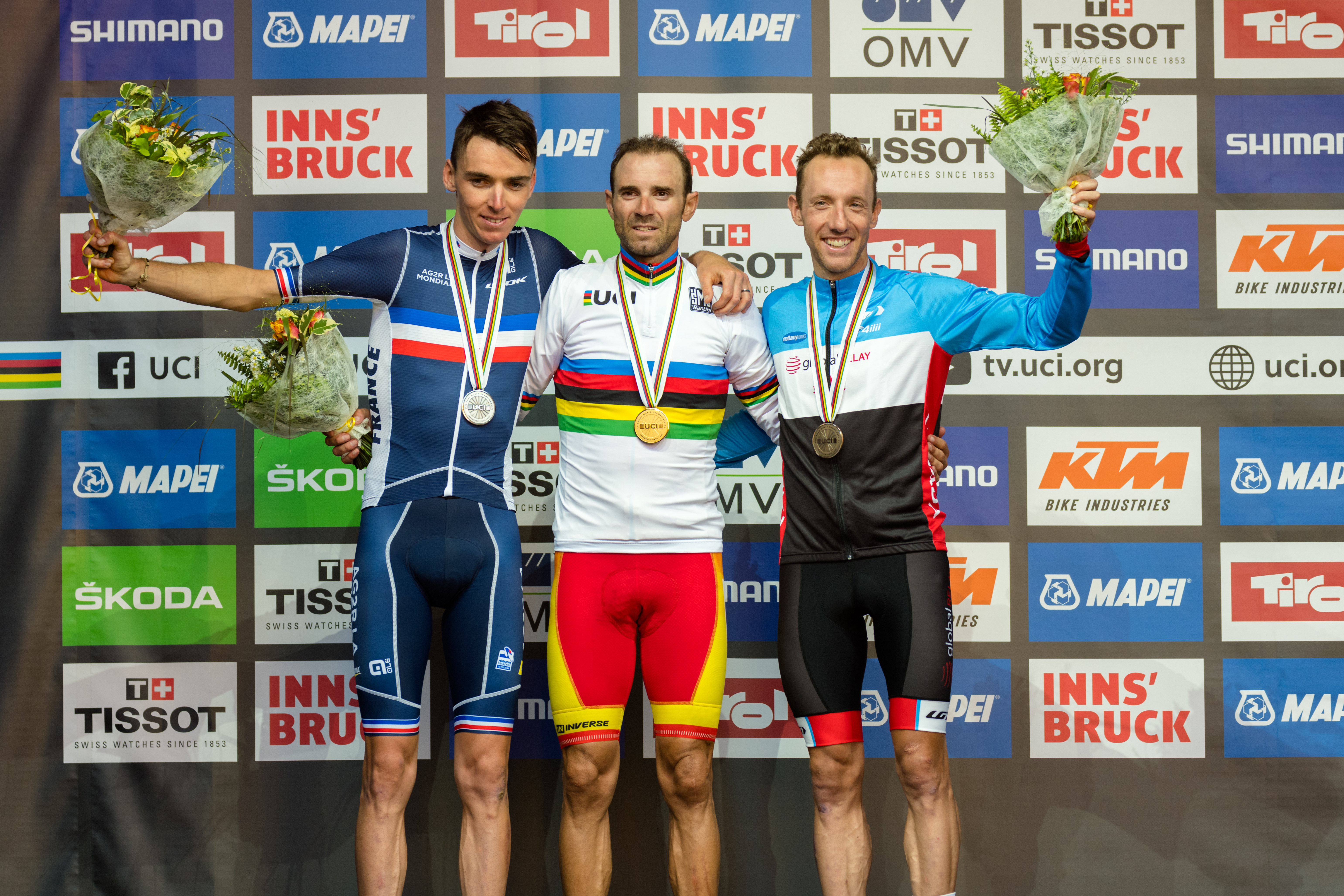
Podium des mondiaux 2018

Michael Woods, né le 12 octobre 1986 à East York, Ontario, est un athlète de demi-fond et coureur cycliste canadien. 
Il a notamment remporté trois étapes du Tour d'Espagne, une étape du Tour de France. Sur les courses d'un jour, il a terminé deuxième de Liège-Bastogne-Liège et troisième des mondiaux en 2018.

## Biographie

### Les débuts
Woods fréquente l'Université du Michigan avec une bourse d'athlétisme, d'où il sort diplômé en 2008. À l'Université, il est entraîné par Ron Warhurst. Durant son adolescence, il rêve de faire carrière dans le hockey sur glace, mais n'ayant pas les prédispositions physiques nécessaires, il abandonne à 14 ans.
Avant d'entamer une carrière cycliste, Michael Woods est un athlète de demi-fond. Il a notamment établi des records nationaux sur le mile et le 3 000 mètres et a remporté la médaille d'or sur le 1 500 mètres lors des championnats panaméricains juniors d'athlétisme 2005. Il abandonne l'athlétisme à la suite d'une fracture de fatigue du pied gauche et dispute sa dernière course en 2007,.
Il subit une opération à deux reprises afin de corriger le problème sans succès. Il pratique le vélo d'abord comme cross training avant que ses amis le persuadent de participer à des courses. Il pratique à plein temps le cyclisme depuis 2013. Il va alors passer trois saisons sur le circuit continental nord-américain. Il s'illustre pour la première fois lors du Tour de Beauce 2013. Sous les couleurs de l'équipe continentale canadienne Garneau-Québecor, il réalise trois tops 10 sur des étapes et prend la neuvième place finale. En juin 2014, il rejoint l'équipe Amore & Vita-Selle SMP. Il est sixième du Tour de Beauce, quatrième du championnat du Canada et participe à domicile au Grand Prix cycliste de Québec (75e) et de Montréal (26e), ses premières courses World Tour. Fin septembre, il est sélectionné pour la course en ligne des championnats du monde au sein de la sélection canadienne, mais ne termine pas la course.
C'est en 2015 qu'il montre son potentiel. Au sein de l'équipe continentale américaine Optum-Kelly Benefit Strategies, il termine douzième du Tour de l'Algarve, puis remporte en solitaire la Classique de Loulé au Portugal. De retour sur le continent américain, il gagne la dernière étape du Tour of the Gila et prend la quatrième place du général final. En août, il décroche la première grande victoire de sa carrière, en s'imposant en puncheur sur la 5e étape du Tour de l'Utah devant Sonny Colbrelli, avec une arrivée difficile à Salt Lake City. Il prend alors le maillot de leader de la course, mais le perd le lendemain au profit de Joe Dombrowski. Dombrowski remporte finalement le général devant Woods. En fin d'année, il se classe dixième du Tour d'Alberta, 23e du Grand Prix de Montréal et abandonne les mondiaux. Il termine la saison troisième de l'UCI America Tour.

### 2016-2020: cinq saisons pleines chez Cannondale/EF

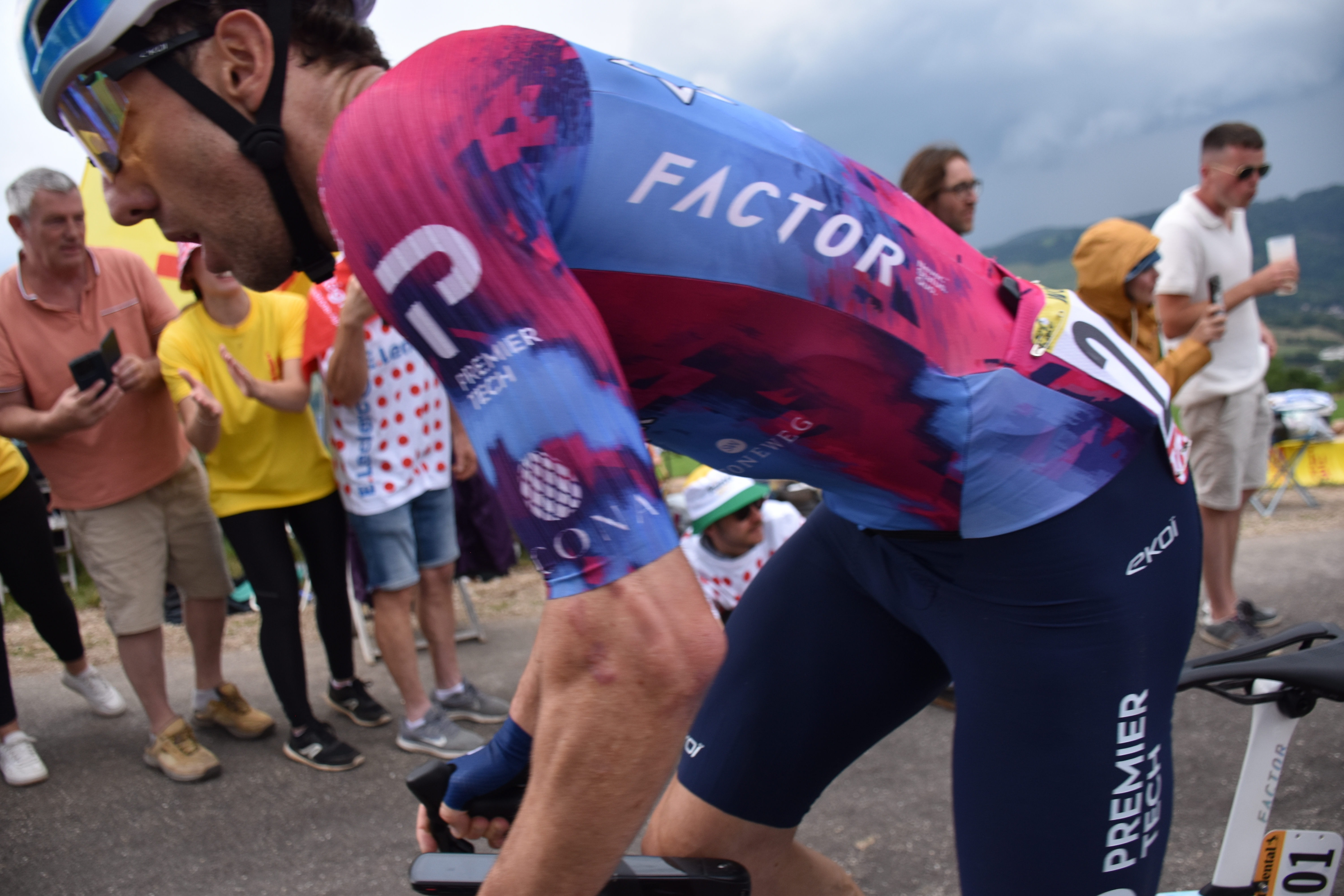
Michael Woods # 201sur le Tour de France 2025

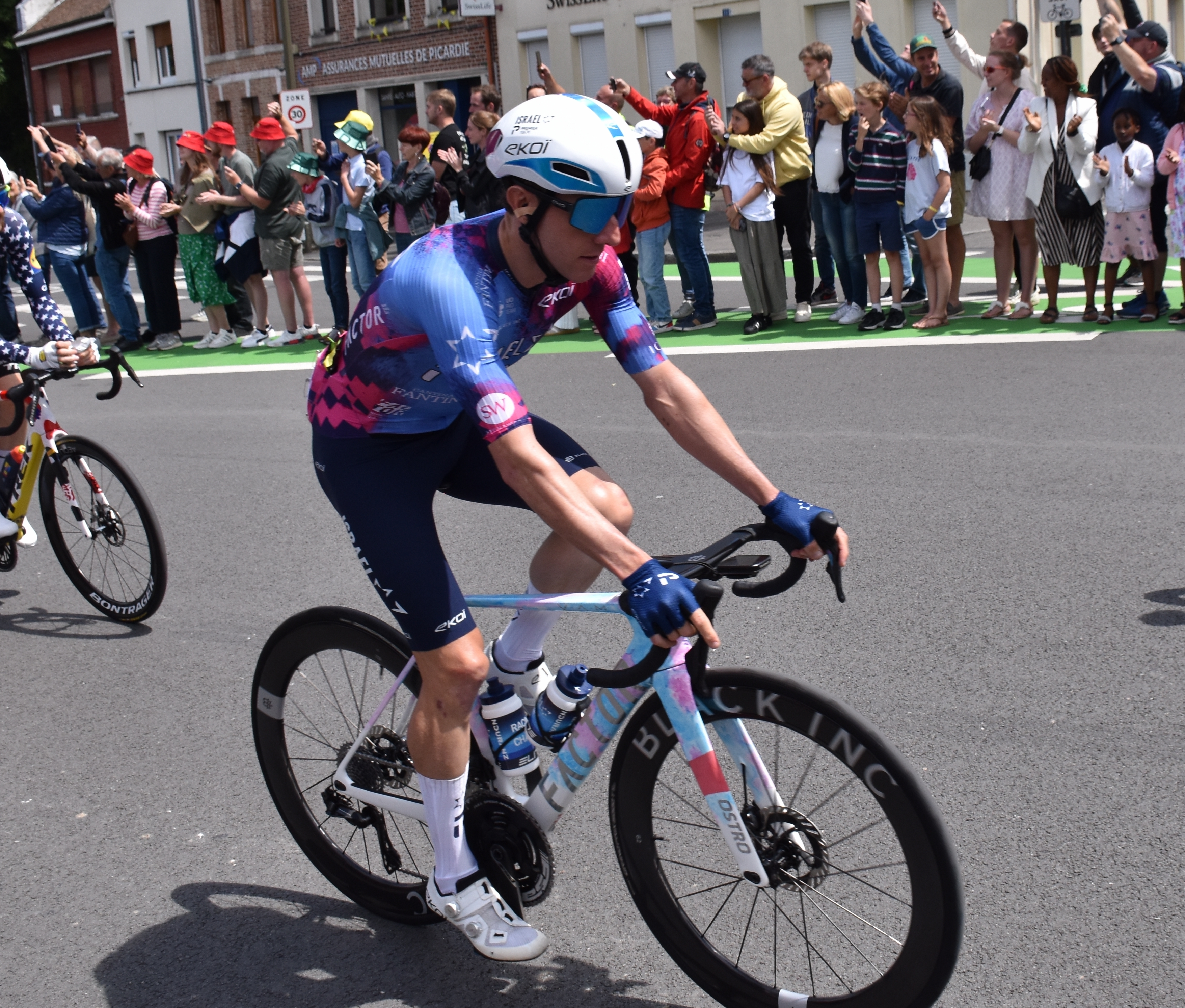
Michael Woods sur le Tour de France 2025

Après une bonne saison en 2015, il est repéré par Jonathan Vaughters, qui le fait signer à 29 ans avec l'équipe World Tour américaine Cannondale en 2016. Il fait ses débuts avec cette équipe en World Tour, au Tour Down Under. Pour ses débuts à ce niveau, il s'illustre en terminant cinquième du classement général et deux fois troisième d'étapes, notamment lors de la sixième arrivant à Willunga Hill où il est, avec Sergio Henao, l'un des deux coureurs parvenant à suivre Richie Porte. Il prend alors conscience de son niveau, comprend qu'il peut viser une carrière de leader et ne pas se contenter d'être équipier. En avril, il se classe douzième de la Flèche wallonne, puis participe en août à ses premiers Jeux olympiques à Rio, où il termine 55e. Fin septembre, il se classe deuxième de Milan-Turin, devancé dans la montée finale par Miguel Ángel López.
En 2017, son début de saison est plus discret. Le 1er avril, il termine deuxième du Grand Prix Miguel Indurain derrière Simon Yates. Il dévoile ses talents de puncheur-grimpeur en terminant douzième du Tour du Pays basque, puis en prenant la onzième place de la Flèche wallonne et la neuvième place de Liège-Bastogne-Liège. En mai, il est aligné sur le Tour d'Italie, son premier grand tour, où il réalise deux tops 5 d'étape. En août, il participe au Tour d'Espagne, où il se montre régulier tout au long des trois semaines et termine à la septième place finale, pour son deuxième grand tour seulement.
En 2018, il prend la deuxième place sur Liège-Bastogne-Liège derrière Bob Jungels, vainqueur en solitaire. C'est le premier coureur de son pays à monter sur le podium de Liège-Bastogne-Liège. Il est ensuite dix-neuvième du Tour d'Italie, après avoir terminé deuxième de la 4e étape derrière Tim Wellens. En septembre, il s'impose au sommet du Balcón de Bizkaia lors de la dix-septième étape du Tour d'Espagne. Il s'agit de sa première victoire sur le World Tour et de la première victoire canadienne sur la Vuelta depuis Ryder Hesjedal en 2014. En passant la ligne, Woods dédie sa victoire à sa femme et à son fils mort-né deux mois plus tôt,. Quinze jours plus tard, il arrive pour la victoire lors du difficile championnat du monde sur route à Innsbruck. Au sprint, il termine troisième derrière le vainqueur Alejandro Valverde et Romain Bardet et décroche ainsi la médaille de bronze. Il est seulement le deuxième médaillé canadien sur un mondial, 34 ans après Steve Bauer. En fin d'année, il se classe quatrième du Tour d'Émilie et des Trois vallées varésines.
Lors de l'année  2019, il se montre en forme dès janvier, en prenant la septième place du Tour Down Under. Dans la foulée, il est troisième du Herald Sun Tour, où il gagne la deuxième étape et porte le maillot de leader pendant deux jours. De retour en Europe, il se classe sixième du Tour de Catalogne. En avril, il se classe cinquième de Liège-Bastogne-Liège, puis dixième du Tour de Romandie le mois suivant. En juillet, il découvre le Tour de France, qu'il termine 32e. Au deuxième semestre, il se classe neuvième de la Classique de Saint-Sébastien, puis huitième du Grand Prix cycliste de Montréal. Il abandonne la course des mondiaux du Yorkshire, mais réalise la meilleure  fin de saison de sa carrière : vainqueur de Milan-Turin après avoir résisté à  Alejandro Valverde, il confirme en terminant deuxième du Tour d'Émilie, de la Japan Cup et cinquième du Tour de Lombardie.
Il commence sa saison 2020 sur Paris-Nice. Lors de la cinquième étape, il se fracture le fémur droit après une chute. À cause de sa blessure et de la pandémie de Covid-19, il retrouve la compétition le 1er août lors des Strade Bianche (36e). En septembre, il remporte une étape sur Tirreno-Adriatico où il termine 8e du classement général. Le 27 septembre, accompagné de Guillaume Boivin, Alexander Cataford et Hugo Houle, il prend part au championnat du monde sur route (12e). Il enchaîne par les classiques ardennaises où il se distingue, 3e de la Flèche wallonne derrière Marc Hirschi et Benoît Cosnefroy, puis 7e de Liège-Bastogne-Liège. Aligné sur le Tour d'Espagne, il est échappé sur la sixième étape, dont il prend la 2e place, Ion Izagirre s'y imposant en solitaire. Le lendemain, sorti en contre, il est membre d'un groupe d'échappée qui compte jusqu'à 33 éléments. Il passe une première fois à l'attaque à une vingtaine de kilomètres de l'arrivée puis au niveau de la flamme rouge pour notamment devancer Omar Fraile et Alejandro Valverde. Il prend de nouveau la poudre d'escampette lors de la quatorzième étape où Tim Wellens le devance au sprint pour la victoire du jour. Au classement général, son coéquipier Hugh Carthy monte sur la troisième marche du podium.

### 2021-2025: chez Israel
En 2021, il rejoint l'équipe Israel Start-Up Nation, propriété de son compatriote, le milliardaire Sylvan Adams. Woods réalise sa meilleure saison avec celle de 2018. Il retarde le début de sa saison après avoir subi une intervention chirurgicale pour retirer des vis de son fémur, cassé lors du Paris-Nice précédent. Dès son deuxième jour de course, il gagne en puncheur la 2e étape du Tour des Alpes-Maritimes et du Var. Il prend le maillot de leader, mais le perd le lendemain, lors de la dernière étape et doit se contenter de la deuxième place finale, derrière Gianluca Brambilla. Il est ensuite onzième du Tour de Catalogne, puis s'illustre sur les classiques ardennaises, en terminant quatrième de la Flèche wallonne et cinquième de Liège-Bastogne-Liège. Il gagne ensuite à Thyon 2000 la quatrième étape du  Tour de Romandie en devançant Geraint Thomas victime d'une chute dans le sprint final en monté. Woods s'élance lors du contre-la-montre final avec le maillot jaune de leader, mais perd plus d'une minute et se recule à la cinquième place du général. En juin, il est cinquième et meilleur grimpeur du Tour de Suisse, puis participe au Tour de France. Victime d'une chute lors de la première étape, il perd toutes ses ambitions au général, puis échoue à remporter une étape (3e au Grand-Bornand et 5e à Quillan). Il ne prend pas le départ de la 19e étape pour préparer les Jeux olympiques de Tokyo, où il termine cinquième de la course en ligne. En fin de saison, il est à nouveau cinquième du Tour de Grande-Bretagne et de Milan-Turin, ainsi que neuvième du Tour de Lombardie.
En février 2022, il gagne la 2e étape du Gran Camiño et prend la tête du général jusqu'au contre-la-montre final, où il recule à la deuxième place derrière Alejandro Valverde. En avril, il est sixième de la Flèche wallonne et dixième de Liège-Bastogne-Liège. Deuxième de la Mercan'Tour Classic Alpes-Maritimes derrière son coéquipier Jakob Fuglsang, il remporte ensuite une étape et le général de la Route d'Occitanie. Sélectionné pour le Tour de France, Woods est testé positif au SARS-CoV-2 avant le départ de la dernière étape et est contraint à l'abandon. 
Le 9 juillet 2023, il remporte en solitaire la 9e étape du Tour de France au sommet du Puy de Dôme, ayant fait partie de l'échappée initiale et auteur d'une belle remontée dans les derniers kilomètres.

## Palmarès et classements mondiaux

### Palmarès
| - 2013 - 2e de la Calabogie Road Classic - 2015 - Classique de Loulé - 5e étape du Tour of the Gila - 5e étape du Tour de l'Utah - 2e de The Parx Casino Philly Cycling Classic - 2e de la Philadelphia Cycling Classic - 2e du Tour de l'Utah - 2016 - 2e de Milan-Turin - 5e du Tour Down Under - 2017 - 2e du Grand Prix Miguel Indurain - 7e du Tour d'Espagne - 9e de Liège-Bastogne-Liège - 2018 - 17e étape du Tour d'Espagne - 2e de Liège-Bastogne-Liège - Médaillé de bronze au championnat du monde sur route - 2019 - Milan-Turin - 2e étape du Herald Sun Tour - 2e du Tour d'Émilie - 2e de la Japan Cup - 3e du Herald Sun Tour - 5e de Liège-Bastogne-Liège - 5e du Tour de Lombardie - 6e du Tour de Catalogne - 7e du Tour Down Under - 8e du Grand Prix cycliste de Montréal - 9e de la Classique de Saint-Sébastien - 10e du Tour de Romandie - 2020 - 3e étape de Tirreno-Adriatico - 7e étape du Tour d'Espagne - 3e de la Flèche wallonne - 7e de Liège-Bastogne-Liège - 8e de Tirreno-Adriatico | - 2021 - 2e étape du Tour des Alpes-Maritimes et du Var - 4e étape du Tour de Romandie - 2e du Tour des Alpes-Maritimes et du Var - 3e du Tour d'Émilie - 4e de la Flèche wallonne - 5e de Liège-Bastogne-Liège - 5e du Tour de Romandie - 5e du Tour de Suisse - 5e de la course en ligne des Jeux olympiques - 9e du Tour de Lombardie - 2022 - 2e étape du Gran Camiño - Route d'Occitanie : - Classement général - 3e étape - 2e du Gran Camiño - 2e de la Mercan'Tour Classic Alpes-Maritimes - 6e de la Flèche wallonne - 10e de Liège-Bastogne-Liège - 2023 - Route d'Occitanie : - Classement général - 3e étape - 9e étape du Tour de France - 2e du CIC-Mont Ventoux - 4e de la Flèche wallonne - 6e du Tour de Catalogne - 2024 - Champion du Canada sur route - 13e étape du Tour d'Espagne - 8e de la Classique de Saint-Sébastien - 8e du Grand Prix cycliste de Montréal - 2025 - 10e du Tour Down Under |  |

### Résultats sur les grands tours

#### Tour de France
5 participations
- 2019 : 32e
- 2021 : non-partant (19e étape)
- 2022 : non-partant (21e étape)
- 2023 : 48e, vainqueur de la 9e étape
- 2025 : 52e

#### Tour d'Italie
3 participations
- 2017 : 38e
- 2018 : 19e
- 2024 : non-partant (6e étape)

#### Tour d'Espagne
5 participations
- 2017 : 7e
- 2018 : 34e, vainqueur de la 17e étape
- 2020 : 34e, vainqueur de la 7e étape
- 2022 : abandon (3e étape)
- 2024 : non-partant (17e étape), vainqueur de la 13e étape

### Résultats sur les classiques
Ce tableau présente les résultats de Michael Woods sur courses d'un jour de l'UCI World Tour auxquelles il a participé, ainsi qu'aux différentes compétitions internationales.
| Légende | Légende | Légende | Légende     | Légende | Légende              | Légende | Légende       |
| ------- | ------- | ------- | ----------- | ------- | -------------------- | ------- | ------------- |
| AB      | Abandon | HD      | Hors-délais | -       | Pas de participation | ×       | Pas d'épreuve |

| Année | Cadel Evans Great Ocean Road Race | Strade Bianche | Milan-San Remo | Amstel Gold Race | Flèche wallonne | Liège- Bastogne-Liège | Classique de Saint-Sébastien | Grand Prix de Québec | Grand Prix de Montréal | Tour de Lombardie | Championnat du monde | Jeux olympiques |
| ----- | --------------------------------- | -------------- | -------------- | ---------------- | --------------- | --------------------- | ---------------------------- | -------------------- | ---------------------- | ----------------- | -------------------- | --------------- |
| 2014  | -                                 | -              | -              | -                | -               | -                     | -                            | 75e                  | 26e                    | -                 | Ab.                  | ×               |
| 2015  | -                                 | -              | -              | -                | -               | -                     | -                            | Ab.                  | 23e                    | -                 | 94e                  | ×               |
| 2016  | -                                 | -              | -              | -                | 12e             | Ab.                   | 61e                          | 27e                  | 30e                    | 31e               | -                    | 55e             |
| 2017  | 15e                               | -              | -              | -                | 11e             | 9e                    | -                            | -                    | -                      | -                 | -                    | ×               |
| 2018  | -                                 | -              | -              | 20e              | 33e             | 2e                    | -                            | -                    | -                      | 13e               | 3e                   | ×               |
| 2019  | 31e                               | -              | -              | 68e              | 55e             | 5e                    | 9e                           | 17e                  | 8e                     | 3e                | Ab.                  | ×               |
| 2020  | -                                 | 36e            | 65e            | ×                | 3e              | 7e                    | ×                            | ×                    | ×                      | 29e               | 12e                  | ×               |
| 2021  | ×                                 | -              | -              | 32e              | 4e              | 5e                    | -                            | -                    | -                      | 9e                | -                    | -               |
| 2022  | ×                                 | -              | -              | -                | 6e              | 10e                   | -                            | -                    | -                      | Ab.               | -                    | ×               |
| 2023  | -                                 | -              | -              | Ab.              | 4e              |                       |                              |                      |                        |                   |                      |                 |

### Classements mondiaux
| Année                                 | 2014 | 2015 | 2016 | 2017 | 2018 | 2019 | 2020 | 2021 | 2022 | 2023 | 2024 |
| ------------------------------------- | ---- | ---- | ---- | ---- | ---- | ---- | ---- | ---- | ---- | ---- | ---- |
| UCI World Tour                        |      |      | 82e  | 71e  | 57e  |      |      |      |      |      |      |
| Classement mondial                    |      |      | 121e | 91e  | 38e  | 23e  | 42e  | 13e  | 98e  | 47e  | 115e |
| UCI Europe Tour                       | nc   | 333e | 250e | 495e | 220e |      |      |      |      |      |      |
| UCI America Tour                      | 118e | 3e   | 445e | nc   | 134e | 3e   | 4e   | 3e   | 10e  | 5e   | 14e  |
|                                       |      |      |      |      |      |      |      |      |      |      |      |
| Légende : nc = non classéSource : UCI |      |      |      |      |      |      |      |      |      |      |      |

## Distinctions
- Cycliste canadien de l'année : 2017, 2018, 2019 et 2020[16]